# 芬迪
芬迪（Fendi）是一家意大利流行品牌公司。最為人所熟之的為該公司的貝貴（原文為baguette，法國麵包之意）法棍手提包以及其雙F（FℲ）之圖案，此外尤擅皮草作品。Fendi在西元1925年成立，本來是一間羅馬的皮草商店，現今成為LVMH旗下的跨國際奢侈品品牌。

## 簡史
- 1925年 - Edoardo Fendi與Adele Casagrande夫婦在羅馬創立皮革製品店。
- 1946年 -芬迪夫妻的長女Paola（1931年出生）開始加入幫忙。
- 夫婦倆人還有Anna（1931年出生）、Franca（1935年出生）、Carla（1937年出生）、Alda（1940年出生）其餘四個女兒，並且都讓他們加入了家族事業。當第二代的五個女兒均全數投入家族事業後，將芬迪成功的帶入了國際市場。
- 1965年 - 提拔當時還是新進設計師卡爾·拉格斐 (Karl Lagerfeld)（當時32歳）為主要設計師。從當年開始直到第三代的Silvia接手，一直負責芬迪時裝系列的設計工作。
- 1997年 - 發表以baguette為名的手提包「貝貴包」。
- 1999年 - 因為經營困難，被法國LVMH以及義大利的Prada併購。
- 2001年11月24日 - 酩悅·軒尼詩－路易·威登集團取得所有的Prada股份。
- 2018年，以皮具及皮草設計聞名的Fendi轉型，於高訂時裝周宣布系列將會由“Haute Fourre”變至“Haute Couture”，嘗試把非皮草物料打造成仿真度極高的皮草設計[1]。
- 2018年，於巴黎高訂時裝周中大膽地用上了60年代貓眼妝，引起觀眾的注意[2]。

## FENDI的產品

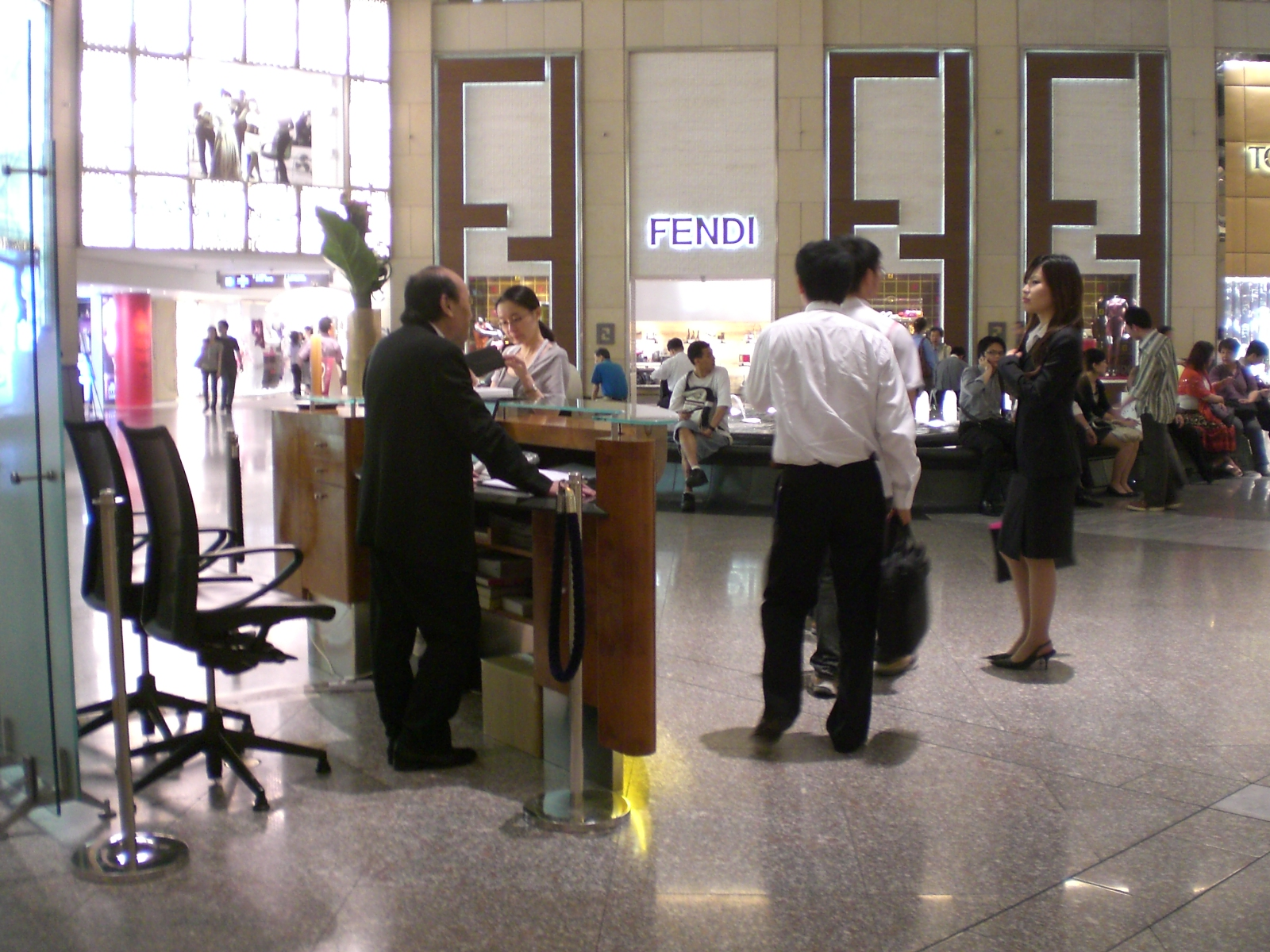
位於香港置地廣場 的芬迪精品店

### 皮草
在1997年時，世界名模Naomi Campbell因為身為善待動物組織的發言人，卻在芬迪的時裝秀上穿著其皮草，因此被撤銷代言人的身分。Fendi因制作皮草时装起家，至今仍是其王牌产品。

### 香水
芬迪在1985年開始販賣品牌香水「Fendi for Women」。現今並擁有男性使用的"Theorema Uomo and Fendi Uomo"與女性使用的"Celebration, Asja and Fantasia"。最新的 "Fan di Fendi"，已經在2010年8月上市。

### 眼鏡
芬迪的眼鏡包括了一般有度數的眼鏡以及太陽眼鏡，和沒有度數的太陽眼鏡。

### 手錶
芬迪的手錶是設計師瑞康與法國的高級手錶製造商Stetnor聯手創作，如其他多数时装奢侈品手表一样，并非自家工厂生产。

## 外部連結
- 官方网站
- Fendi的Instagram帳戶 （页面存档备份，存于）
- Fendi的X（前Twitter）
- Fendi的Facebook專頁 （页面存档备份，存于）
- Fendi的YouTube頻道 （页面存档备份，存于）